# アメンエムハト1世
アメンエムハト1世（翻字: imn-m-HAt, ラテン文字転写: Amenemhat I, ? - 紀元前1962年）は、古代エジプト第12王朝の初代ファラオ(在位: 紀元前1991年 - 紀元前1962年)。

## 生涯
第11王朝最後の王メンチュヘテプ4世の治世第2年に王のための石棺の材料を得るために派遣された遠征隊の司令官の名前が宰相のアメンエムハトであることから、このアメンエムハトとアメンエムハト1世は同一人物であり、クーデターによって王位を簒奪したのであろうと言われているただし、第11王朝の宰相アメンエムハトと、アメンエムハト1世を同一人物とする確証はなく、慎重な立場を取る学者もいる。
即位直後に軍隊を率いて反対派の諸侯やヌビア人の抵抗勢力を鎮圧し、古王国時代の首都メンフィスの南に「二つの土地の征服者」と言う意味の新たな都イチ・タウィを建設し、前王朝が都としたテーベから遷都した。これには上下二つのエジプトの中間に位置するイチ・タウィが、統治を行う上でテーベよりも戦略的に優位だったというだけでなく、自らの王権の正統性を確保するという目的もあった。また、第一中間期の間に増大した州知事たちの権力を徐々に削ぎ、国土の中央集権化を進める改革に着手した。その姿勢は王が新たに加えたウェヘム・メスウト「新生を繰り返すもの」という称号に現れている。治世20年目には改革の一環として、古代エジプト史上で初めて共同統治のシステムを導入し、王位継承の安定化を図った。共同統治者となった息子センウセレト1世は国境線の維持や領土の拡大など主に軍事の統括にあたった。
アメンエムハト1世は治世30年目に衛兵によって暗殺された。当時、遠征に出て首都を不在にしていたセンウセレト1世は、父王暗殺の知らせを受けて早急に帰還し、直ちに混乱を収拾して単独の統治者となった。これにより、共同統治者の存在が王位簒奪の防止に有効であることが証明され、以後第12王朝では父王が王子を共同統治者に据える伝統が受け継がれていくことになった。